# Shiba (razza canina)
Lo shiba inu (chiamato anche "cane piccolo" o "cane dei cespugli") è una razza canina di origine giapponese riconosciuta dalla FCI (Standard N. 257, Gruppo 5, Sezione 5)

## Storia
È una razza molto antica, probabilmente introdotta in Giappone dalla Cina tra il 6000 e il 300 a.C. Questi cani, grazie alle piccole dimensioni, alla resistenza, alla velocità e all'agilità, sono stati utilizzati per la caccia di uccelli, daini e cervi.
Lo shiba contemporaneo ha origine dall'unione di diverse antiche razze che, seppur differenti nella taglia, nel colore e nella morfologia sono state raggruppate sotto il nome di shiba dal medico veterinario Saito. Nel 1932 viene fondato in Giappone il Nihon Ken Hozonkai, chiamato anche Nippo (associazione per la conservazione del cane giapponese), che riconoscerà nel 1936 lo shiba come monumento nazionale, poiché durante la seconda guerra mondiale questa razza si era quasi estinta. Fortunatamente rimasero tre linee di sangue che permisero agli allevatori Masuezo Ozaki, Tatsu Nakajo e Gaiyu Ishikawa di salvare questa razza. Nacque così lo shiba moderno. 

## Lo shiba oggi
Lo shiba dopo la seconda guerra mondiale ha avuto una discreta e crescente popolarità. Si è diffuso quasi subito negli Stati Uniti e a seguire in Inghilterra e in Australia, diventando in poco tempo un ottimo cane da compagnia. Attualmente sta avendo una discreta diffusione anche in altri paesi come l'Italia, l'Olanda, la Germania e la Francia e infine, da qualche anno a questa parte, anche nei paesi della ex Unione Sovietica. Questa diffusione è stata probabilmente causata dal meme di Internet Doge.

## Aspetto generale

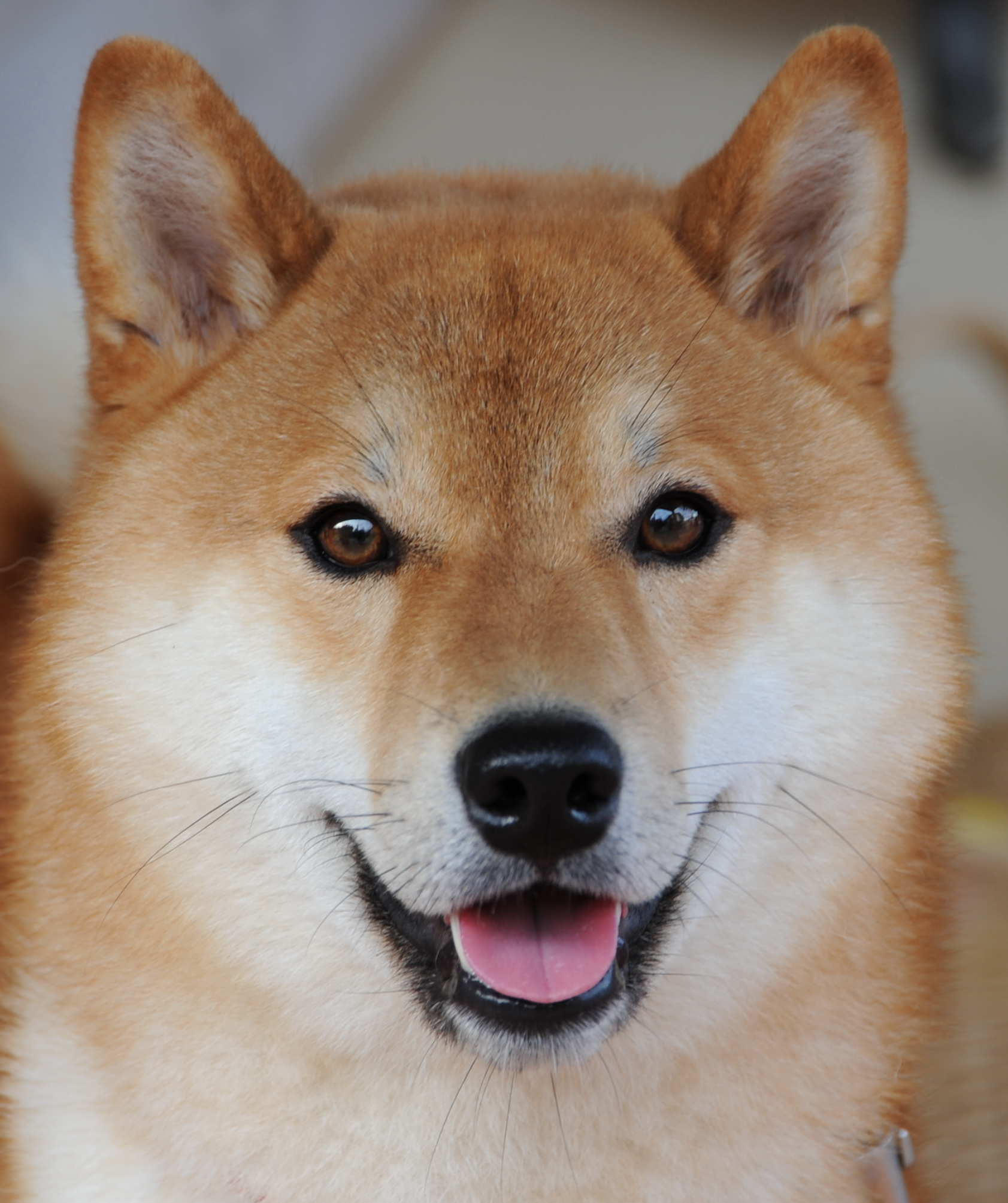
Foto di Shiba Inu

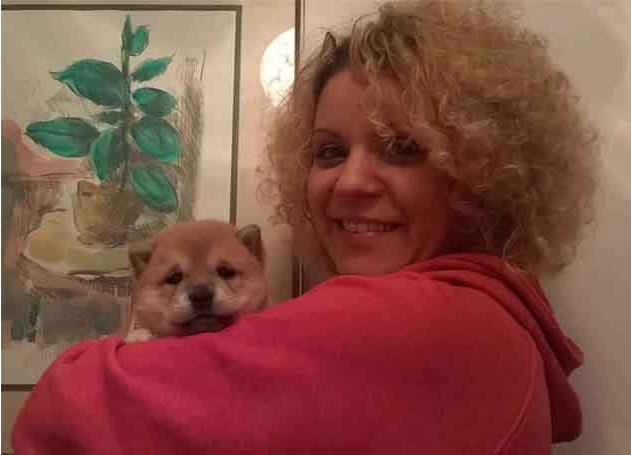
Cucciolo di Shiba Inu

Lo shiba è un cane di taglia piccola. Le femmine hanno un'altezza di circa 36,5 cm al garrese (con una tolleranza di 1,5 cm per eccesso o per difetto). Per i maschi lo standard è di 39,5 cm al garrese (con una tolleranza di 1,5 cm per eccesso o per difetto). Non per questo deve però essere considerato un cane "da grembo". Infatti pur avendo piccole dimensioni possiede una struttura fisica molto resistente, atletica e forte oltre ad una muscolatura notevole, eredità dei suoi antenati cacciatori. Ha un muso lungo e una mascella potente, capace di grande presa sulla selvaggina, una testa dalla fronte molto ampia e piatta ed un tartufo scuro caratterizzato da una canna nasale dritta. Sono caratteristiche le sue orecchie triangolari, con la punta leggermente arrotondata, ed i suoi occhi scuri di forma affusolata. Il pelo di lunghezza media può presentare diverse tonalità di colore tra cui il rosso che è il più diffuso, il nero focato (ma sempre con sovrapposizione di urajiro, ovvero la tipica disposizione del bianco), il sesamo, colore molto antico nonché raro da vedere, e il bianco, non più ammesso nei paesi europei (eccetto L'Inghilterra). La consistenza del pelo lo fa assomigliare molto ad un peluche. La sua coda ha un'attaccatura alta ed è sempre arricciata.

## Carattere
Lo shiba ha un carattere affettuoso, molto fedele, allegro ed è un cane molto dinamico, molto intelligente. Sempre pronto a giocare, si affeziona molto al padrone, mentre resta diffidente con gli estranei.